# Geografia del Kuwait

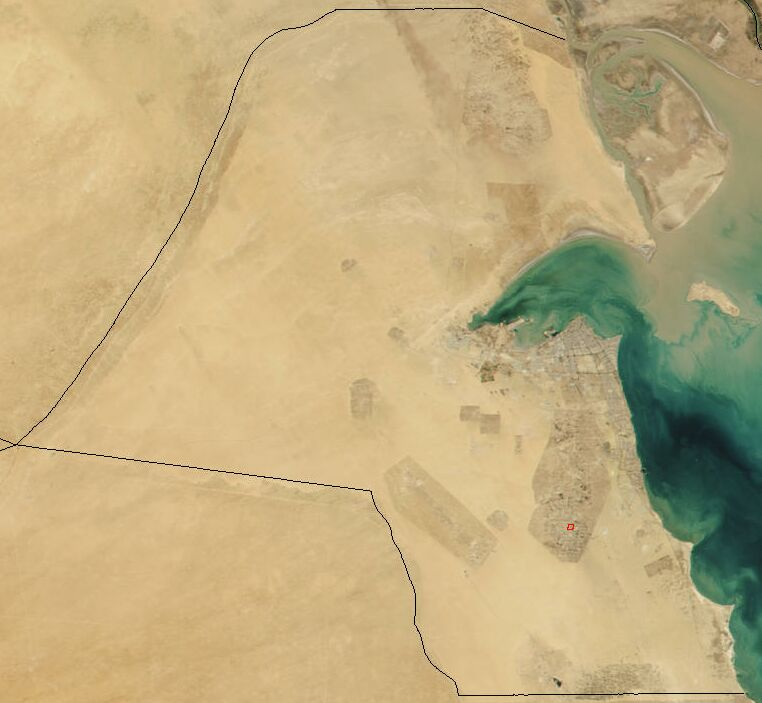
Immagine satellitare del Kuwait.

Con una superficie leggermente maggiore di quella dello stato USA delle Hawaii, il Kuwait confina a ovest e a nord con l'Iraq, a est con il golfo Persico, e a sud con l'Arabia Saudita.
Il territorio del Kuwait è in gran parte desertico, fatta eccezione per l'oasi di Al-Jahrāʾ, all'estremità occidentale della baia di Kuwait, e di poche chiazze fertili nella parte sud-orientale del paese e nelle aree costiere. Il territorio del Kuwait comprende anche nove isole, le maggiori delle quali sono la disabitata Būbiyān e Al-Warbah. L'isola di Faylakah, situata in prossimità dell'ingresso della baia di Kuwait, è popolata fino dai tempi preistorici.
Un territorio di 5700 km² lungo il golfo era condiviso da Kuwait e Arabia Saudita come zona neutrale fino a quando, nel 1969, non è stato concordato un confine politico. Ognuno dei due paesi amministra ora metà del territorio (chiamata Zona Neutrale o Divisa), ma continua a condividere equamente i ricavi dalla produzione di petrolio nell'intera area. Nonostante il confine con l'Arabia Saudita sia definito, quello con l'Iraq rimane tuttora in discussione.

## Morfologia

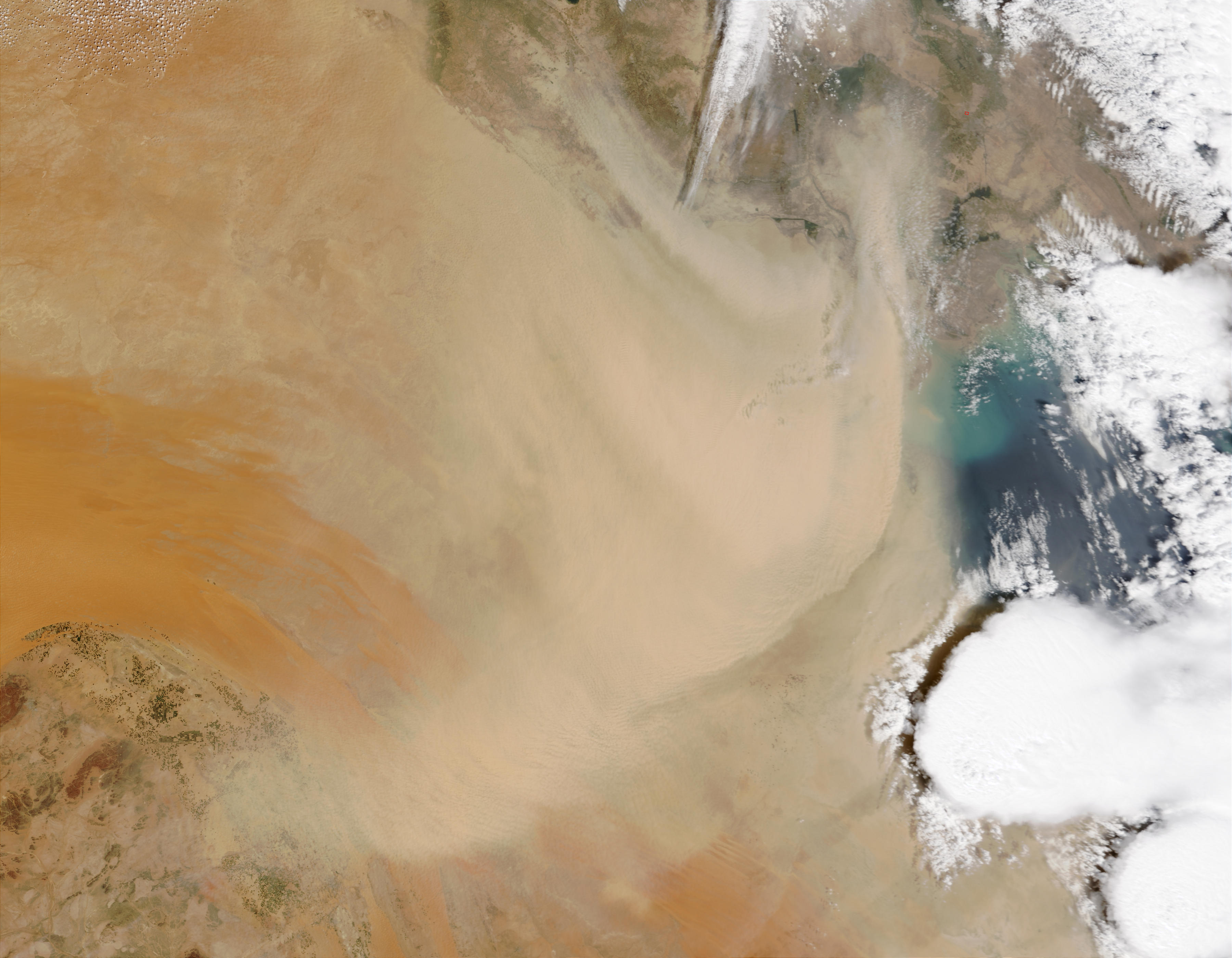
Tempesta di sabbia su Kuwait e Iraq meridionale (16 aprile 2003).

Il rilievo del Kuwait è generalmente piatto o lievemente ondulato, interrotto solamente da occasionali collinette e depressioni poco profonde. La gamma delle altitudini varia tra il livello del mare a est fino ai 290 m del monte Al-Shiqāyā, nell'angolo occidentale del paese. La scarpata di Al-Zawr, una delle principali strutture topografiche, costeggia il litorale nord-occidentale della baia di Kuwait e raggiunge un'altitudine massima di 145 m. Altrove nelle aree costiere, si sono sviluppate grandi chiazze di paludi salmastre. Nelle regioni settentrionali, occidentali e centrali del Kuwait, vi sono bacini desertici, che si riempiono di acqua dopo le piogge invernali; in epoca storica questi bacini costituivano importanti luoghi di abbeverata, rifugio per le mandrie di cammelli dei beduini.

## Idrografia
Il Kuwait non ha superfici idriche permanenti, né sotto forma di specchi d'acqua quali laghi, né di corsi d'acqua come fiumi perenni. I corsi d'acqua intermittenti (wadi) sono localizzati e generalmente si perdono nei bacini desertici dell'interno. Le poche precipitazioni vengono assorbite oltre il livello superficiale, e la maggior parte di essa va persa per evaporazione.

## Suoli
Veri e propri suoli naturali sono molto rari nel Kuwait. Quelli presenti sono poco fertili e sono caratterizzati da una quantità di materia organica estremamente bassa. Suoli eolici e altri depositi sedimentari sono comuni, e si registra un alto tasso di salinità, in particolare nei bacini e in altre località dove ristagnano acque residue. Una delle più gravi conseguenze ambientali della guerra del Golfo è stata la diffusa distruzione dello strato di superficie solida del deserto, che tratteneva i depositi di sabbia sottostanti; questo ha portato a un aumento delle tempeste di sabbia e alla creazione nel paese di dune più grandi e più numerose.

## Clima

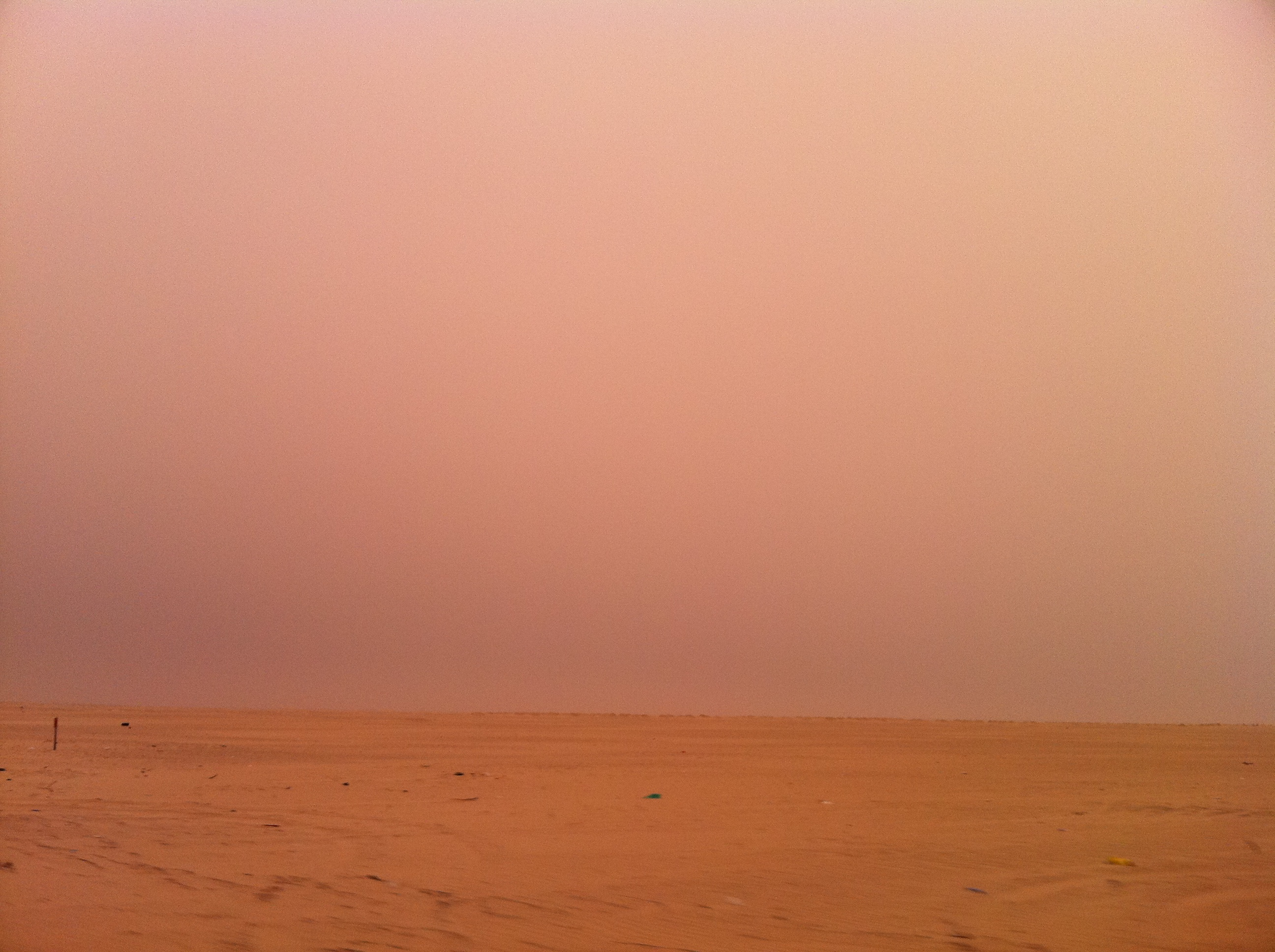
Il deserto del Kuwait durante una tempesta di sabbia.

Il clima è desertico, mitigato leggermente nelle regioni costiere dalle calde acque del golfo. Nel caso cadano abbastanza precipitazioni, il deserto si trasforma in una distesa verde tra la metà di marzo e la fine di aprile. Ma durante la stagione secca, tra aprile e settembre, il caldo è opprimente - con temperature diurne che raggiungono ordinariamente i 44 °C e che in un'occasione almeno raggiunsero i 54 °C. L'inverno è più gradevole (si possono addirittura registrare occasionalmente delle gelate nell'interno, ma mai lungo la costa). Ogni anno cadono in media appena 25–180 mm di pioggia, prevalentemente tra ottobre e aprile, ma talvolta violenti nubifragi possono far cadere oltre 50 mm di pioggia in un unico giorno.
I frequenti venti provenienti da nord-ovest sono freschi in inverno e primavera e caldi in estate. Quelli sud-orientali, generalmente caldi e umidi, soffiano tra luglio e ottobre; venti meridionali caldi e asciutti prevalgono in primavera e inizio estate. Lo shamāl, un vento nord-occidentale comune durante giugno e luglio, provoca terribili tempeste di sabbia.

## Flora e fauna
Fatta eccezione per la nuova cintura verde di Kuwait City e per poche oasi del deserto come Al-Jahrāʾ, dove vengono effettuate coltivazioni e irrigazioni, la vegetazione consiste di arbusti e bassi cespugli (ed erbe effimere in primavera). Alofile (piante amanti del sale) crescono nelle zone paludose lungo la costa.
Le difficili condizioni climatiche limitano il numero dei mammiferi ad occasionali gazzelle, volpi o zibetti. Tra i rettili figurano la rara e velenosa vipera delle sabbie (Cerastes vipera) e lucertole quali il varano e il vegetariano uromastice (Uromastix spinipes).